# Pusho
Héctor Emmanuel Birriel Caraballo (Carolina, 28 de diciembre de 1989), más conocido por su nombre artístico como Pusho, es un cantante y compositor puertorriqueño de trap, reguetón. Se carecteriza por su tipo de música que va desde el maleanteo hasta el romanticismo. Pusho ha colaborado con artistas como Ozuna, Farruko,  Bad Bunny, Daddy Yankee, entre otros.

## Biografía

### Inicios musicales
Pusho Nació en la localidad de Carolina, en Puerto Rico el 28 de diciembre de 1989. Se dio a conocer en la música mediante una página de Facebook con el nombre de Los Freestyle Manía en dónde comenzó a publicar sus primeros vídeos musicales los cuales le permitieron ir ganando popularidad entre el público y convertirse en el principal administrador de aquella página.

### Trayectoria
Comenzó su carrera en 2013 haciendo videos donde interpretaba freestyles improvisados por el mismo, posteriormente esto llamó la atención del cantante y compositor Benny Benni, que lo acompañó en el sencillo El Combo Me Llama lanzado a principios de 2014, siendo este su primer tema como artista formado. 
En el 2014 funda la compañía discográfica Casablanca Records con la cual lanzó su primer álbum recopilatorio con el nombre de The Rookie Of The Year, que le sirvió para tener aceptación por el público oyente del género urbano. 
En 2015 realizó colaboraciones importantes con otros artistas, y en 2016 lanzó la canción Te fuiste con la colaboración de Ozuna, que llegó a ubicarse en el puesto 46 de la lista de Billboard Hot Latin Songs.
El 10 de marzo de 2017 estrena la canción La Realidad, que fue producida por los productores musicales Montana “The Producer” y Franfusion y que forma parte de su disco el "MVP". En el 2019 participó en colaboraciones con otros cantantes como J Álvarez en «Baila», y obtuvo una colaboración en el remix de la canción «La Soledad» con el dúo Zion & Lennox.

## Controversias
El 13 de marzo de 2017 fue arrestado en Puerto Rico por posesión ilegal de armas, el hecho ocurrió cerca al Departamento de Justicia en la avenida Ponce de León en Bayamón, luego que los agentes de la policía recibieran una notificación de que él y su acompañante, estaban presuntamente armados. Luego bajo fianza, finalmente fue puesto en libertad condicional pero fue llamado a juicio por aquella acción. Tiempo después cuándo se proponía a realizar un concierto en Chile, nuevamente fue arrestado y posteriormente deportado hacia los Estados Unidos, el motivo del suceso se debió a que el cantante tenía una licencia que le permitía presentarse en conciertos, pero no salir del país. 
Sobre lo sucedido el cantante expresó:

«Lamento mucho la situación, pues el público chileno es uno de mis favoritos y ellos siempre han demostrado su amor al movimiento urbano. Desde que salí como artista siempre me han apoyado. Estoy seguro que pronto estaremos compartiendo con ellos».

## Discografía
Álbumes recopilatorios
- 2014: The Rookie Of The Year
- 2022: 1ST PICK